# Joachim Beuckelaer
Joachim Beuckelaer, flamski slikar, *ok. 1533, Antwerpen, † ok. 1570/74.
Slikarstvo je študiral pri svojem stricu Pietru Aertsenu. Mnogo njegovih slik vsebuje scene kuhinj in tržnic. Pomembno je vplival na slikarje severne Italije, predvsem na Vincenza Campija.